# Jan van Walré de Bordes
Mr. dr. Jan van Walré de Bordes (Utrecht, 6 juni 1894 – Delft, 21 januari 1947) was onder andere een Nederlands burgemeester.

## Biografie
De Bordes werd geboren als Jan de Bordes, lid van de familie De Bordes en zoon van Cornelis Elisa Jan de Bordes (1867-1926) en Henriëtta Antoinetta van Walré (1870-1938). Hij kreeg geslachtsnaamswijziging bij Koninklijk Besluit van 14 juli 1902, waarmee hij de stamvader van de tak Van Walré de Bordes werd. In 1919 studeerde hij af in de rechten in zijn geboortestad. In 1924 promoveerde hij te Leiden op The Austrian crown. Its depreciation and stabilization. Hij werkte aanvankelijk als ambtenaar bij het ministerie van Buitenlandse Zaken, daarna als hoofdambtenaar bij het commissariaat-generaal van de Volkenbond te Genève (onder commissaris-generaal mr. Alfred Rudolph Zimmerman) waarna hij op 1 juni 1939 burgemeester van Middelburg werd; tijdens de bezetting nam hij op 15 oktober 1942 (vrijwillig) ontslag waarna een NSB-burgemeester werd benoemd. Daarna werd hij sous-chef van de Repatriëringsdienst in Nederlands-Indië. Hij trouwde in 1919 met Sophia Machtelina Grothe (1896-1994), lid van de familie Grothe, met wie hij vijf kinderen kreeg. In 1947 overleed hij na een auto-ongeval.